# Экзокомета
Экзокомета или внесолнечная комета — комета вне Солнечной системы. Подразумеваются межзвёздные кометы и кометы, обращающиеся вокруг звёзд, отличных от Солнца. Первые экзокометы были обнаружены в 1987 году вокруг Бета Живописца, очень молодой звезды спектрального класса А главной последовательности.
Экзокометы могут быть обнаружены с помощью спектроскопии, в процессе транзита по своей звезде. Транзиты экзокомет, как и транзиты экзопланет, производят изменения в свете, получаемом от звезды.
Газовое облако около 49 Кита было приписано столкновению комет в этой планетной системе.